# Pardosa littoralis
Pardosa littoralis är en spindelart som beskrevs av Banks 1896. Pardosa littoralis ingår i släktet Pardosa och familjen vargspindlar. Inga underarter finns listade i Catalogue of Life.